# هورودوک، استان خملنیتسکی
شهر هورودوک (به روسی: Городок) در استان خملنیتسکی در کشور اوکراین واقع شده‌است. جمعیت این شهر ۱۷٬۷۴۶ نفر  است.

## نگارخانه

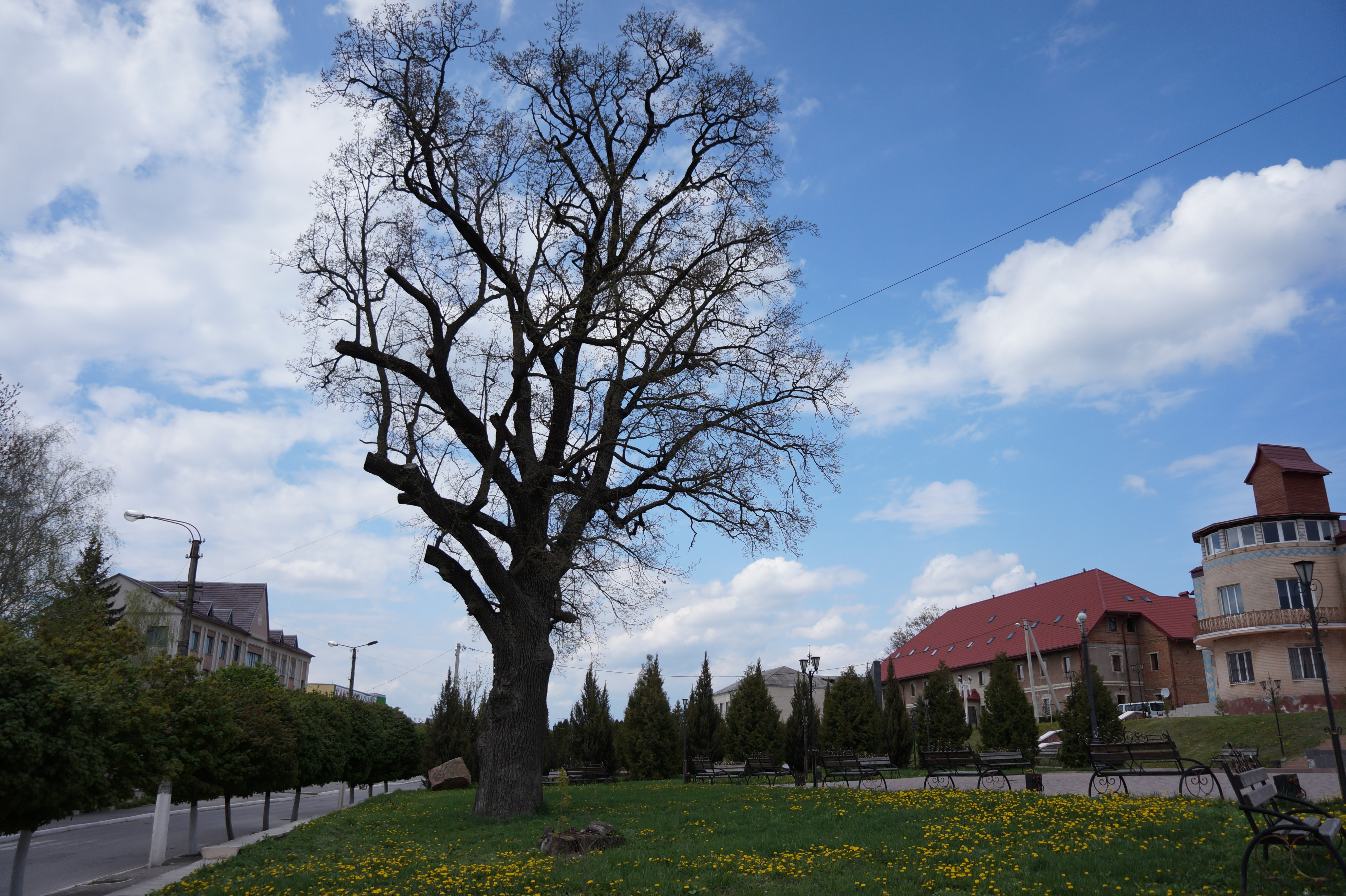
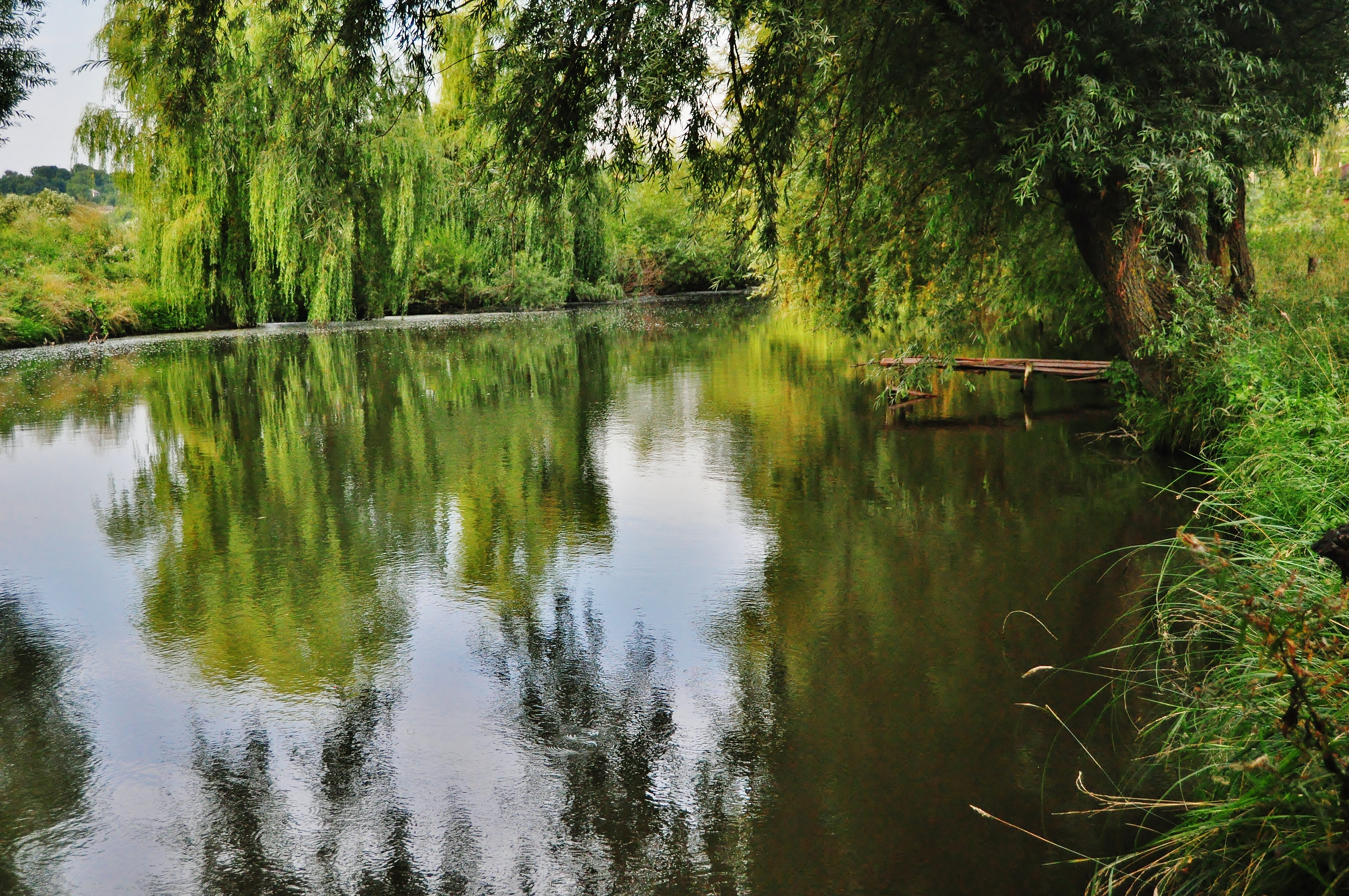